# 札幌市学校図書館地域開放事業

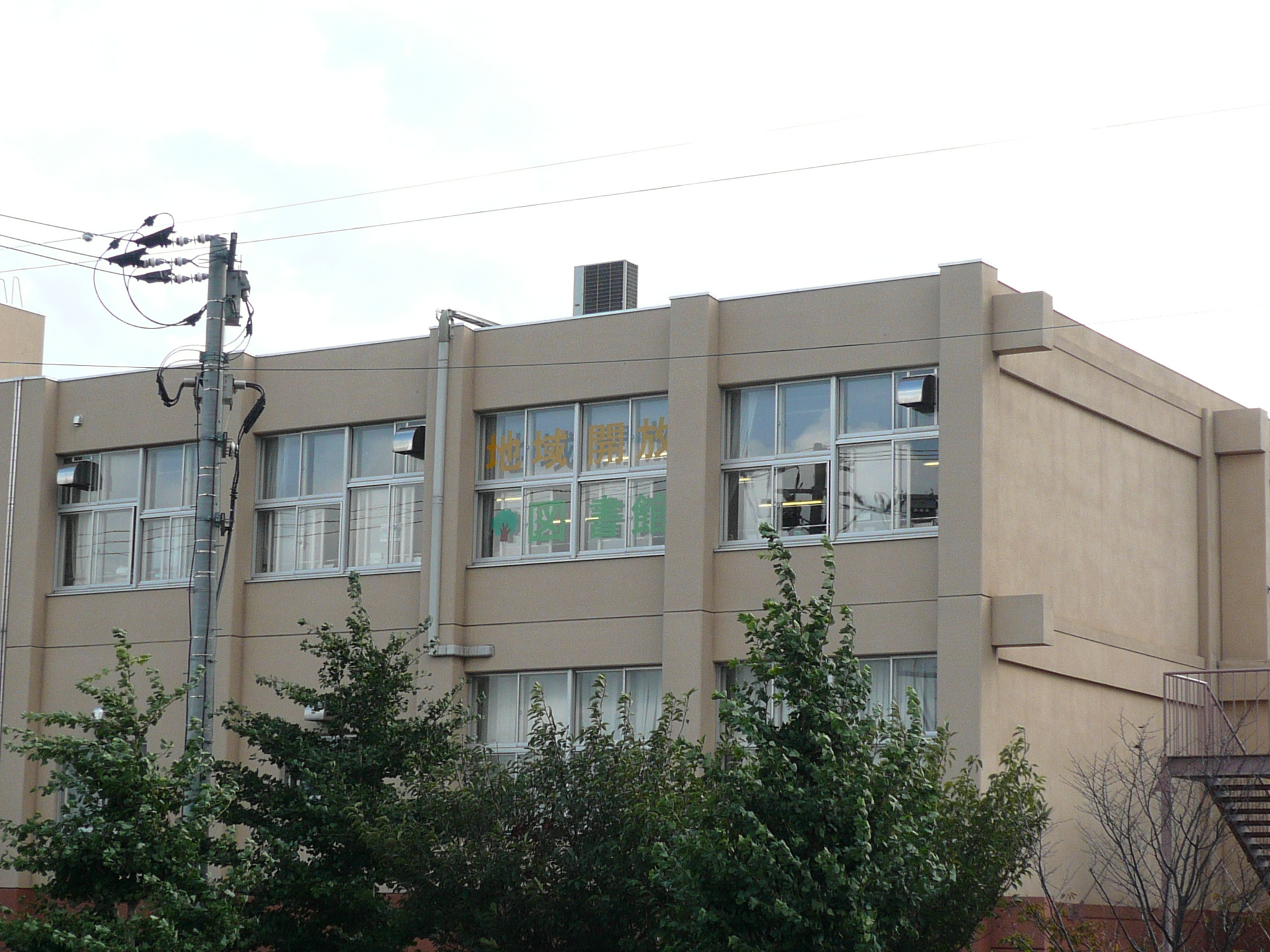
学校開放図書館の例：札幌市立前田北小学校（2010年9月）

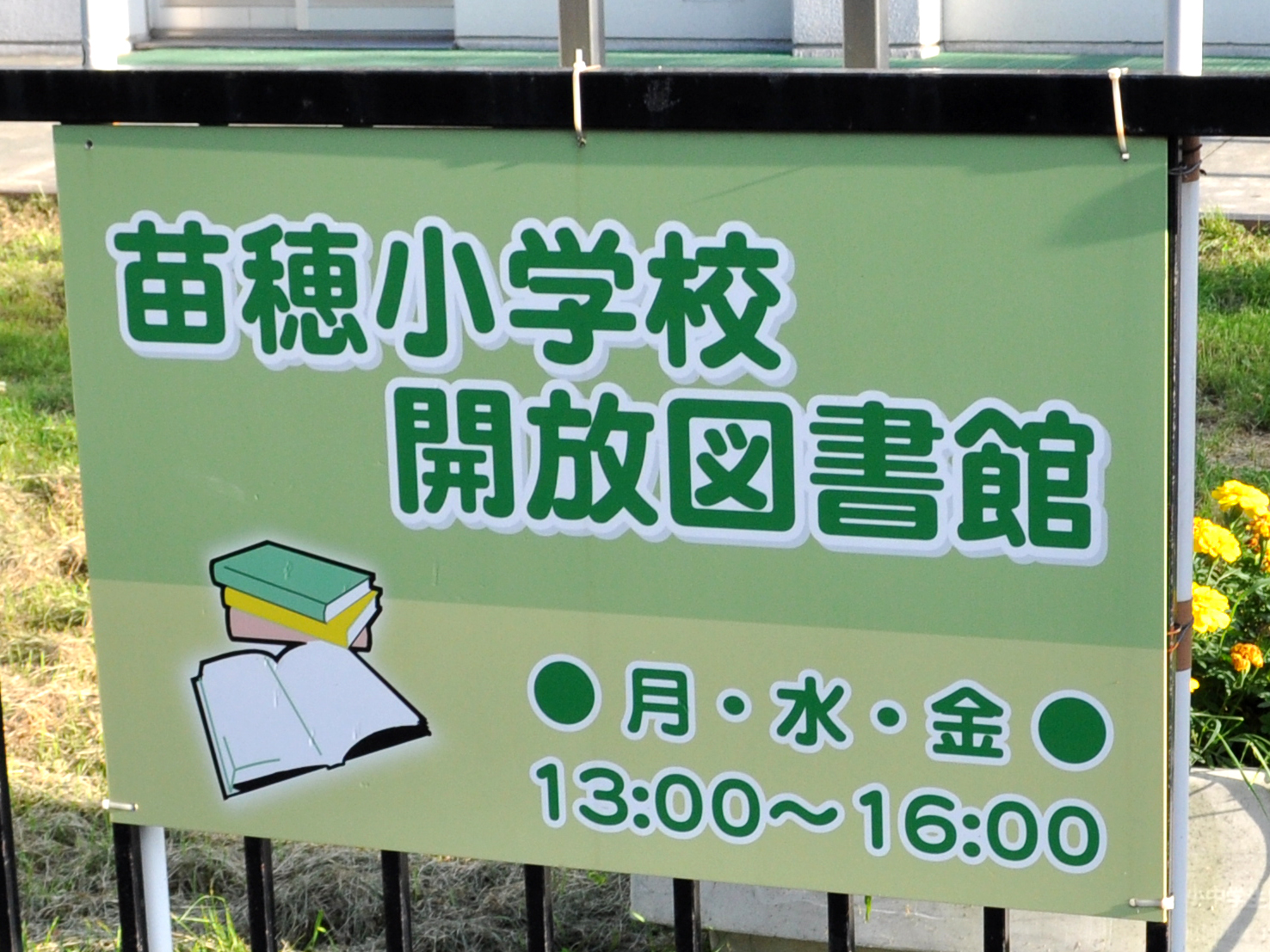
図書館開放日時を示す標識（札幌市立苗穂小学校）

札幌市学校図書館地域開放事業（さっぽろしがっこうとしょかんちいきかいほうじぎょう）は、札幌市教育委員会が中心となって実施する、札幌市立の小学校等の学校図書館を児童生徒の他、地域住民にも開放してサービスを提供する事業である。

## 概要
学校図書館地域開放事業は子どもおよび地域の読書活動を盛んにし、読書を通じて子どもと大人、大人相互の交流の場を広げ、地域社会の教育力の向上に役立てることなどを目的として1978年に札幌市立みずほ小学校で開始されたのが始まりで、その後着実に実施館が増え、2013年5月20日現在で小学校・中学校併せて104校で実施されている。開放されている学校図書館（以下「開放図書館」と称する）のほとんどが小学校であるが、わずかながら中学校でも実施されている。
各学校の開放図書館の実施については各学校のPTAに委託され、PTA役員、教職員、ボランティア、地域の代表者などで構成する運営委員会の下、日常活動は地域のボランティアが行っている。
活動内容は本の貸出しや選定・整備のほか、読み聞かせや人形劇、大型紙芝居などの子ども向け行事、読書会や各種講座などの大人向け行事、さらに図書館の装飾や開放図書館だよりの発行等を行っている。
開館時間は原則として週3日、午後1時から午後4時までとなっているが、各学校で独自に設定しているところもある。

## 開放図書館
2013年5月20日現在、開放図書館がある学校は以下の通りである。

### 中央区
- 札幌市立桑園小学校
- 札幌市立大倉山小学校

- 札幌市立日新小学校

- 札幌市立幌南小学校

- 札幌市立幌西小学校[2]

### 北区
- 札幌市立拓北小学校
- 札幌市立屯田小学校
- 札幌市立新川小学校
- 札幌市立新琴似西小学校

- 札幌市立新陽小学校
- 札幌市立篠路小学校
- 札幌市立鴻城小学校
- 札幌市立太平小学校

- 札幌市立あいの里西小学校
- 札幌市立新川中央小学校
- 札幌市立新琴似小学校

- 札幌市立幌北小学校
- 札幌市立あいの里東小学校
- 札幌市立北陽小学校

### 東区
- 札幌市立栄北小学校
- 札幌市立伏古小学校
- 札幌市立美香保小学校
- 札幌市立苗穂小学校
- 札幌市立丘珠小学校

- 札幌市立札苗緑小学校
- 札幌市立札苗北小学校
- 札幌市立開成小学校
- 札幌市立東光小学校

- 札幌市立栄東小学校
- 札幌市立札苗小学校
- 札幌市立札幌小学校
- 札幌市立明園小学校

- 札幌市立栄南小学校
- 札幌市立中沼小学校
- 札幌市立元町北小学校
- 札幌市立栄町小学校[2]

### 白石区
- 札幌市立東札幌小学校
- 札幌市立本郷小学校
- 札幌市立北都小学校

- 札幌市立東橋小学校
- 札幌市立北白石小学校

- 札幌市立川北小学校
- 札幌市立西白石小学校

- 札幌市立米里小学校
- 札幌市立南郷小学校

### 厚別区
- 札幌市立もみじの丘小学校[1]
- 札幌市立もみじの森小学校

- 札幌市立青葉小学校
- 札幌市立厚別西小学校

- 札幌市立上野幌小学校
- 札幌市立共栄小学校

- 札幌市立小野幌小学校

### 豊平区
- 札幌市立西岡南小学校
- 札幌市立平岸西小学校
- 札幌市立しらかば台小学校

- 札幌市立平岸高台小学校
- 札幌市立中の島小学校
- 札幌市立みどり小学校

- 札幌市立福住小学校
- 札幌市立平岸小学校
- 札幌市立あやめ野小学校

- 札幌市立東山小学校
- 札幌市立西岡小学校

### 清田区
- 札幌市立清田緑小学校
- 札幌市立北野小学校

- 札幌市立平岡小学校

- 札幌市立美しが丘緑小学校

- 札幌市立清田南小学校

### 南区
- 札幌市立藻岩北小学校
- 札幌市立藤の沢小学校
- 札幌市立真駒内曙中学校

- 札幌市立藤野小学校
- 札幌市立南小学校
- 札幌市立常盤小学校

- 札幌市立石山南小学校
- 札幌市立簾舞小学校
- 札幌市立南の沢小学校

- 札幌市立真駒内桜山小学校
- 札幌市立藻岩小学校
- 札幌市立澄川小学校

### 西区
- 札幌市立発寒西小学校
- 札幌市立琴似中央小学校
- 札幌市立西野第二小学校
- 札幌市立平和小学校
- 札幌市立手稲東小学校

- 札幌市立手稲宮丘小学校
- 札幌市立福井野小学校
- 札幌市立発寒東小学校
- 札幌市立発寒小学校

- 札幌市立西小学校
- 札幌市立八軒小学校
- 札幌市立八軒西小学校
- 札幌市立琴似小学校

- 札幌市立二十四軒小学校
- 札幌市立山の手南小学校
- 札幌市立西園小学校
- 札幌市立山の手小学校

### 手稲区
- 札幌市立手稲北小学校
- 札幌市立手稲西小学校
- 札幌市立新陵小学校

- 札幌市立前田中央小学校
- 札幌市立前田北小学校

- 札幌市立富丘小学校
- 札幌市立星置東小学校

- 札幌市立稲穂小学校
- 札幌市立西宮の沢小学校